# 岷山报春
岷山报春（学名：Primula woodwardii）为报春花科报春花属下的一个种。

## 扩展阅读
維基物種上的相關：岷山报春